# Stanley (Carolina do Norte)
Stanley é uma cidade  localizada no estado norte-americano de Carolina do Norte, no Condado de Gaston.

## Demografia
Segundo o censo norte-americano de 2000, a sua população era de 3053 habitantes.
Em 2006, foi estimada uma população de 3133, um aumento de 80 (2.6%).

## Geografia
De acordo com o United States Census Bureau tem uma área de
6,0 km², dos quais 6,0 km² cobertos por terra e 0,0 km² cobertos por água.

## Localidades na vizinhança
O diagrama seguinte representa as localidades num raio de 12 km ao redor de Stanley.